# スマトラカワウソ
スマトラカワウソ（Lutra sumatrana）は、イタチ科カワウソ属に分類される食肉類。

## 分布
インドネシア（スマトラ島、ボルネオ島）、カンボジア、タイ、マレーシア、ベトナム

## 形態
体長50-82.6cm。尾長35-50.9cm。毛衣は赤褐色や濃褐色で、下面はわずかに淡色。喉は白い体毛で被われる。
吻端にある板状の皮膚（鼻鏡）は上縁を除いて短い体毛で被われる。水かきの下面には体毛がない。
乳頭の数は4。

## 生態
河川の周辺、汽水域やマングローブ林などに生息する。
食性は動物食で、魚類、カエル、甲殻類などを食べ、陸上や水辺で鳥類を食べることもある。3-4頭の家族群で獲物を捕らえることもある。
繁殖形態は胎生。妊娠期間は61-65日。1回に2-5頭の幼獣を産む。授乳期間は3-4か月。生後2-3年で性成熟する。

## 人間との関係
生息地の破壊、毛皮目的の乱獲などにより生息数は減少している。